# Asemahle Ntlonti
Asemahle Ntlonti, née en 1993 au Cap, est une artiste contemporaine sud-africaine.

## Biographie
Asemahle Ntlonti est diplômée en beaux-arts de la Michaelis School of Fine Art de l'université du Cap en 2017. Elle est spécialisée en sculpture. Elle vit et travaille au Cap. 

## Carrière artistique
L'artiste est principalement reconnue pour ses œuvres artistiques et politiques qui traitent de son expérience de femme noire ayant grandi en Afrique du Sud. Ses travaux évoquent notamment le traumatisme de la mort fréquente et de la violence infligée aux corps noirs. 
Les sujets complexes qu'elle aborde sont présentés de manière très ludique, afin d'en atténuer la violence. Elle travaille avec des matériaux trouvés ou transformés. Ses sculptures sont basées sur des objets miniatures du quotidien tels des allumettes ou des perles. Le travail de l'artiste est largement exposé en Afrique du Sud et à l'étranger. 
En 2018, Asemahle Ntlonti obtient la résidence Young Female Residency de The Project Space, une institution culturelle à but non lucratif fondée par l'artiste et activiste ougandais, Benon Lutaaya à Johannesburg. En 2019, elle participe à une résidence à la South African Foundation for Contemporary Art (SAFFCA) à Knysna et à Saint-Émilion en France.  

## Engagements
Asemahle Ntlonti appartient au collectif iQhiya qui forme un réseau de femmes artistes noires basées en Afrique du Sud. iQhiya participe à la Documenta 14 en 2017, et a exposé dans divers espaces internationaux .

## Récompenses
- 2015 : Prix Hooseid Mohamed
- 2016 : Finaliste pour Barclays L'Atelier

## Expositions

### Expositions solo
- Nothwala Impahlana, Whatiftheworld, Le Cap, Afrique du Sud, 2020
- Vuthulula, Whatiftheworld, Le Cap, Afrique du Sud, 2021

### Expositions collectives
- iQhiya, The AVA Gallery, Le Cap, 2016
- iQhiya, Documenta 14, 2017
- iQhiya, Transmission Gallery, Glasgow International, 2018